# 田村勤
田村 勤（たむら つとむ、1965年8月18日 - ）は、静岡県榛原郡川根町出身の元プロ野球選手（投手）。

## 経歴
島田高から駒澤大学に進学。大学時代は、東都大学リーグ通算29試合に登板し、3勝3敗。球は速かったが制球に難があった。駒大では3学年先輩に河野博文と横田真之、1学年先輩に新谷博、1学年後輩に野村謙二郎、3学年後輩に関川浩一がいた。大学卒業後は、社会人野球の本田技研へ入社。社会人1年目でサイドスローに転向したのがきっかけに長年苦しんだ制球難を克服し、飛躍した。
1988年には都市対抗野球大会に選手登録されるも出場はならなかった。
1989年に初出場。
1990年にはチームは敗れるものの補強選手として出場。1回戦に先発として起用される。1990年のプロ野球ドラフト会議で阪神タイガースから4位指名を受け、入団。駒大時代の後輩にあたる関川と、同じ年のドラフトで同じ球団に入団することとなった（関川は2位指名）。現役時代は、阪神〜オリックスと所属球団が変わっても背番号は一貫して36を背負った。
プロ1年目から中継ぎ・抑えとして活躍。一軍初登板は4月16日対広島戦（広島市民球場）で初めの打者小早川毅彦に2ランホームランを打たれた。球速は最速141km/hながらもストレートで狙って三振が取れる投手として、50試合に登板する。一度マウンドに上がると叫びながら闘志を剥き出しにして投げ続けた。
1992年は球速も146km/hまで上がり、守護神として大活躍。前半戦だけで5勝1敗14セーブ、防御率1.10という好成績を残す。しかし、同シーズンは開幕後から左肘に違和感があり、6月ごろから裂けるような痛みを感じるまでに悪化。痛みの中で投球を続けていたものの、7月には一軍登録を抹消され、後半戦は登板することができなかった。田村の故障離脱などが尾を引き、この年阪神は優勝を逃した。
1993年には6月に故障から復帰。22セーブを挙げ、当時の球団記録である10連続セーブを達成（2008年4月23日に藤川球児が更新）した。
1994年は開幕から抑えとして登板していたが状態が上向かなく5月半ばに故障離脱、代役の抑えはこの年オリックスから移籍した古溝克之が務めた。
1995年には一軍登板なし。
1996年、1997年にはショートリリーフとして2年間で90試合に登板し、復活する。
1998年にはまたしても肩の故障で二軍登板すらできなかった。
1999年には野村克也監督に遠山奬志とともに対松井秀喜、高橋由伸などの左打者のワンポイントとして起用されるも既に以前の球威はなく、気迫と投球術でカバーする投球に終始した。
2000年は一軍登板なしに終わりオフに戦力外通告を受け、入団テストを経てオリックス・ブルーウェーブへ移籍。
2001年は左のワンポイントとして39試合に登板したが好成績は挙げられなかった。
2002年の最終戦となった10月14日の日本ハム戦をもって現役を引退。この試合で田村はプロでは最初で最後となる先発マウンドに立ち、先頭打者の森本稀哲を三振に抑え、降板した。
その後は大阪経済大学コーチを務めていたが、駒大時代の恩師・太田誠監督に「お前は怪我で苦労したから、体を診る仕事はどうだ」と助言を受けたのを機に2005年12月、兵庫県西宮市市庭町に『田村整骨院』を開業し、接骨院を営みながら少年野球の指導にも携わっていた。2014年には石川県で高校野球の指導者資格を回復。同県の藤花学園尾山台高等学校野球部の非常勤コーチに就任した。月に1 - 2回程度の指導を行う。
2022年に接骨院を閉じて静岡に帰郷。現在はJAおおいがわに勤務し、緑茶商品の開発・販売に携わるかたわら、藤枝明誠高等学校で投手コーチを務める。
現役時代のあだ名は「たむじい」または「ウナギイヌ」。また、自宅から甲子園球場まで自転車通勤をしていた。

## 詳細情報

### 年度別投手成績
| 年 度     | 球 団      | 登 板 | 先 発 | 完 投 | 完 封 | 無 四 球 | 勝 利 | 敗 戦 | セ 丨 ブ | ホ 丨 ル ド | 勝 率 | 打 者 | 投 球 回 | 被 安 打 | 被 本 塁 打 | 与 四 球 | 敬 遠 | 与 死 球 | 奪 三 振 | 暴 投 | ボ 丨 ク | 失 点 | 自 責 点 | 防 御 率 | W H I P |
| --------- | ---------- | ----- | ----- | ----- | ----- | -------- | ----- | ----- | -------- | ----------- | ----- | ----- | -------- | -------- | ----------- | -------- | ----- | -------- | -------- | ----- | -------- | ----- | -------- | -------- | ------- |
| 1991      | 阪神       | 50    | 0     | 0     | 0     | 0        | 3     | 3     | 4        | --          | .500  | 257   | 59.2     | 46       | 7           | 30       | 9     | 7        | 57       | 0     | 0        | 30    | 25       | 3.77     | 1.27    |
| 1992      | 阪神       | 24    | 0     | 0     | 0     | 0        | 5     | 1     | 14       | --          | .833  | 162   | 41.0     | 26       | 2           | 11       | 1     | 3        | 53       | 2     | 0        | 8     | 5        | 1.10     | 0.90    |
| 1993      | 阪神       | 30    | 0     | 0     | 0     | 0        | 1     | 1     | 22       | --          | .500  | 151   | 36.0     | 38       | 4           | 10       | 0     | 1        | 39       | 1     | 0        | 11    | 10       | 2.50     | 1.33    |
| 1994      | 阪神       | 11    | 0     | 0     | 0     | 0        | 2     | 3     | 4        | --          | .400  | 65    | 14.1     | 11       | 0           | 8        | 2     | 2        | 16       | 0     | 0        | 7     | 6        | 3.77     | 1.33    |
| 1996      | 阪神       | 40    | 0     | 0     | 0     | 0        | 1     | 0     | 0        | --          | 1.000 | 123   | 31.0     | 19       | 1           | 11       | 2     | 2        | 29       | 2     | 0        | 4     | 4        | 1.16     | 0.97    |
| 1997      | 阪神       | 50    | 0     | 0     | 0     | 0        | 0     | 2     | 9        | --          | .000  | 147   | 34.2     | 33       | 3           | 12       | 4     | 0        | 33       | 0     | 0        | 13    | 11       | 2.86     | 1.30    |
| 1999      | 阪神       | 40    | 0     | 0     | 0     | 0        | 1     | 1     | 1        | --          | .500  | 98    | 21.1     | 23       | 5           | 11       | 1     | 2        | 18       | 0     | 0        | 11    | 11       | 4.64     | 1.59    |
| 2001      | オリックス | 39    | 0     | 0     | 0     | 0        | 0     | 1     | 0        | --          | .000  | 86    | 19.0     | 21       | 1           | 7        | 1     | 1        | 14       | 1     | 0        | 11    | 10       | 4.74     | 1.47    |
| 2002      | オリックス | 3     | 1     | 0     | 0     | 0        | 0     | 0     | 0        | --          | ----  | 3     | 0.2      | 0        | 0           | 1        | 0     | 0        | 1        | 0     | 1        | 1     | 1        | 13.50    | 1.50    |
| 通算：9年 | 通算：9年  | 287   | 1     | 0     | 0     | 0        | 13    | 12    | 54       | --          | .520  | 1092  | 257.2    | 217      | 23          | 101      | 20    | 18       | 260      | 6     | 1        | 96    | 83       | 2.90     | 1.23    |

- 各年度の太字はリーグ最高

### 記録
- 初登板：1991年4月16日、対広島東洋カープ1回戦（広島市民球場）、7回裏1死3塁から2番手で救援登板、0/3回1失点
- 初セーブ：1991年4月23日、対広島東洋カープ3回戦（阪神甲子園球場）、9回表に3番手で救援登板・完了、1回無失点
- 初勝利：1991年8月17日、対広島東洋カープ15回戦（グリーンスタジアム神戸）、6回表2死から3番手で救援登板・完了、3回1/3無失点
- 初先発：2002年10月14日、対日本ハムファイターズ28回戦（グリーンスタジアム神戸）、1/3回無失点
- 初登板で対戦した第1打者に被本塁打：上記「初登板」の項を参照 ※セ・リーグ13人目

### 背番号
- 36（1991年 - 2002年）